# Ивашки (Полтавская область)
Ивашки (укр. Івашки) — село, Супруновский сельский совет, Полтавский район, Полтавская область, Украина.
Код КОАТУУ — 5324085205. Население по переписи 2001 года составляло 672 человека.

## Географическое положение
Село Ивашки находится в 1,5 км от  левого берега реки Полузерье, примыкает к селу Супруновка. По селу протекает пересыхающий ручей с запрудой. Рядом проходят автомобильная дорога М-03 и железная дорога, станция Ивашки, аэропорт Полтава.

## Происхождение названия
Основателем посёлка считается пасынок Пушкаря атаман Иван Мартынович Пушкарь-Коломак, соответственно предположительно название произошло от имени «Иван».
На территории Украины 2 населённых пункта с названием Ивашки.

## Экономика
- Молочно-товарная ферма.